# نعناع كندي
نعناع كندي (الاسم العلمي:Mentha canadensis) (بالإنجليزية: American wild mint)‏ هو نوع من النباتات يتبع جنس النعناع من الفصيلة الشفوية.

## البيئة والانتشار
موطنه كندا والولايات المتحدة.